# (200578) Yungchuen
(200578) Yungchuen est un astéroïde de la ceinture principale.

## Description
(200578) Yungchuen est un astéroïde de la ceinture principale. Il fut découvert le 23 août 2001 à l'Observatoire Desert Eagle par William Kwong Yu Yeung. Il présente une orbite caractérisée par un demi-grand axe de 2,27 UA, une excentricité de 0,24 et une inclinaison de 6,4° par rapport à l'écliptique.

## Compléments